# Dišnik
Dišnik falu Horvátországban Belovár-Bilogora megyében. Közigazgatásilag Gerzencéhez tartozik.

## Fekvése
Belovártól légvonalban 33, közúton 47 km-re délkeletre, községközpontjától légvonalban 6, közúton 8 km-re északnyugatra, a Monoszlói-hegység keleti lejtőin, Gerzence és Velika Bršljanica között, a Dišnica-patak partján fekszik.

## Története
A település a Roh család birtokaként már a középkorban is lakott hely volt. Szűz Mária tiszteletére szentelt plébániáját és templomát 1334-ben a zágrábi püspökséghez tartozó plébániák felsorolásában említik „ecclesia beate virginis in possessione hereduim Roh” alakban.
Csánki Dezső a középkori Desnicével azonosítja, melynek vára is volt. 1465-ben a Kapitánfi családé volt, uradalmához még 20 másik falu tartozott. 1482-ben részét Mátyás király elvette a hatalmaskodó Kapitánfi Andrástól és híveinek, grebeni Hermanfi Lászlónak és Batthyány Boldizsárnak adta. A várat a király nevében Batthyány Boldizsár ostrommal vette be.
A térséget a 16. század közepén szállta meg a török. A lakosság legnagyobb része az ország biztonságosabb részeire menekült, másokat rabságba hurcoltak. Ezután ez a vidék mintegy száz évre lakatlanná vált. A török uralom után a területre a 17. századtól folyamatosan telepítették be a keresztény lakosságot. A település 1774-ben az első katonai felmérés térképén a falu „Dorf Disnik” néven szerepel. A település a Horvát határőrvidék részeként a Kőrösi ezredhez tartozott.
Lipszky János 1808-ban Budán kiadott repertóriumában „Disnik” néven szerepel.  
Nagy Lajos 1829-ben kiadott művében ugyancsak „Dissnik” néven 90 házzal, 15 katolikus és 459 ortodox vallású lakossal találjuk.
A katonai közigazgatás megszüntetése után Magyar Királyságon belül Horvátország része, Belovár-Kőrös vármegye Garesnicai járásának része lett. A településnek 1857-ben 422, 1910-ben 1.079 lakosa volt. Az Osztrák–Magyar Monarchia idejében a kedvező megélhetési feltételek hatására jelentős számú német és cseh lakosság telepedett le a faluban. Az 1910-es népszámlálás szerint lakosságának 39%-a szerb, 31%-a horvát, 16%-a magyar, 8%-a német anyanyelvű volt. 1918-ban az új szerb-horvát-szlovén állam, majd később Jugoszlávia része lett. 1941 és 1945 között a németbarát Független Horvát Államhoz, majd a háború után a szocialista Jugoszláviához tartozott. A háború után a fiatalok elvándorlása miatt lakossága folyamatosan csökkent. 1991-től a független Horvátország része. 1991-ben lakosságának 52%-a horvát, 32%-a szerb nemzetiségű volt. 11 magyar lakos is élt a településen. 2011-ben a településnek 343 lakosa volt.

## Lakossága
| Lakosság változása | Lakosság változása | Lakosság változása | Lakosság változása | Lakosság változása | Lakosság változása | Lakosság változása | Lakosság változása | Lakosság változása | Lakosság változása | Lakosság változása | Lakosság változása | Lakosság változása | Lakosság változása | Lakosság változása | Lakosság változása |
| ------------------ | ------------------ | ------------------ | ------------------ | ------------------ | ------------------ | ------------------ | ------------------ | ------------------ | ------------------ | ------------------ | ------------------ | ------------------ | ------------------ | ------------------ | ------------------ |
| 1857               | 1869               | 1880               | 1890               | 1900               | 1910               | 1921               | 1931               | 1948               | 1953               | 1961               | 1971               | 1981               | 1991               | 2001               | 2011               |
| 422                | 400                | 361                | 656                | 866                | 1.079              | 1.057              | 1.226              | 1.023              | 979                | 888                | 673                | 527                | 430                | 357                | 343                |

## Nevezetességei
- Szent Tamás apostol tiszteletére szentelt pravoszláv temploma[8] a falu közepén egy magaslaton áll. Egyhajós épület, keletre néző négyszögletes apszissal. Harangtornya a nyugati homlokzat felett magasodik, piramis alakú toronysisakkal. A templomot 1746-ban építették barokk stílusban.

- A Szentháromság tiszteletére szentelt görögkatolikus kápolnája.